# Дистельбергер, Доминик
Доминик Дистельбергер (нем. Dominik Distelberger; род. 16 марта 1990, Шайбс, Шайбс) — австрийский легкоатлет, специалист по многоборьям. Выступает за сборную Австрии по лёгкой атлетике с 2007 года, многократный победитель и призёр первенств национального значения, участник летних Олимпийских игр в Рио-де-Жанейро.

## Биография
Доминик Дистельбергер родился 16 марта 1990 года в городе Шайбс федеральной земли Нижняя Австрия.
Занимался лёгкой атлетикой в спортивном клубе коммуны Пургшталль-ан-дер-Эрлауф, проходил подготовку под руководством тренера Хервига Грюнштайдля.
Впервые заявил о себе на международном уровне в сезоне 2007 года, когда в составе австрийской национальной сборной выступил на Европейском юношеском летнем Олимпийском фестивале в Белграде и на юношеском мировом первенстве в Остраве.
В 2008 году соревновался в беге на 110 метров с барьерами и в эстафете 4 × 100 метров на юниорском мировом первенстве в Быдгоще.
В 2009 году стал шестым в десятиборье на юниорском европейском первенстве в Нови-Саде. Также в этом сезоне впервые одержал победу на чемпионате Австрии среди взрослых спортсменов.
В 2011 году занял 15-е место в семиборье на чемпионате Европы в помещении в Париже, стал седьмым в десятиборье на молодёжном европейском первенстве в Остраве.
В 2012 году показал 15-й результат на чемпионате Европы в Хельсинки.
В 2013 году занял 11-е место в семиборье на чемпионате Европы в помещении в Гётеборге.
На чемпионате Европы 2014 года в Цюрихе занял в программе десятиборья 12-е место.
В 2015 году вместе со своими соотечественниками выиграл командный легкоатлетический зачёт на Европейских играх в Баку.
В 2016 году стартовал на чемпионате Европы в Амстердаме, но без результата завершил здесь выступление досрочно. Благодаря череде удачных выступлений удостоился права защищать честь страны на летних Олимпийских играх в Рио-де-Жанейро — набрал в сумме всех дисциплин десятиборья 7954 очка, расположившись в итоговом протоколе соревнований на 19-й строке.
После Олимпиады в Рио Дистельбергер остался в составе легкоатлетической команды Австрии на ещё один олимпийский цикл и продолжил принимать участие в крупнейших международных стартах. Так, в 2017 году он был четвёртым в семиборье на чемпионате Европы в помещении в Белграде, занял 17-е место в десятиборье на чемпионате мира в Лондоне.
В 2018 году стал восьмым в семиборье на чемпионате мира в помещении в Бирмингеме, принял участие в чемпионате Европы в Берлине, где снялся с соревнований перед заключительной дисциплиной десятиборья, бегом на 1500 метров.